# 7813 Anderserikson
A 7813 Anderserikson (ideiglenes jelöléssel 1985 UF3) a Naprendszer kisbolygóövében található aszteroida. Claes-Ingvar Lagerkvist fedezte fel 1985. október 16-án.